# Innerworld
Innerworld è il primo album della band synthpop Electric Youth. L'album è stato distribuito in Canada dalla Last Gang Records e nel resto del mondo da Secretly Canadian il 30 settembre 2014.
NPR ha premiato l'album tramite il programma "First Listen" il 20 settembre 2014.
L'album è stato registrato a Toronto e Los Angeles ed è stato prodotto dagli Electric Youth. Vince Clarke e Peter Mayes hanno fornito una produzione aggiuntiva e Mayes ha anche mixato l'album.

## Tracce
- "Before Life"	2:11
- "Runaway"	3:40
- "WeAreTheYouth"	3:12
- "Innocence"	3:54
- "Without You" (with ROOM8)	3:28
- "If All She Has Is You"	3:33
- "The Best Thing"	3:55
- "Tomorrow"	5:42
- "Another Story"	3:42
- "She's Sleeping Interlude"	2:05
- "A Real Hero" (with College)	4:27
- "Outro" 3:19